# 奧運網球場館列表
在夏季奧林匹克運動會中共有15個比賽場地曾經舉辦奧運網球比賽。1908年倫敦奧運舉行比賽的溫布頓全英草地網球和門球俱樂部沃普爾路場地後轉由溫布頓高等學校使用，2012年倫敦奧運則使用了該俱樂部位於教堂路的新場地，故分開計算。
| 屆數                     | 地點                                 | 種類 | 可容納觀眾       | 參考文獻      |
| ------------------------ | ------------------------------------ | ---- | ---------------- | ------------- |
| 1896年雅典奧運           | 雅典草地網球俱樂部 新法里隆自行車館  | 泥地 | 沒有資料 7,000   | [ 1 ] [ 2 ]   |
| 1900年巴黎奧運           | 皮托圓環（Cercle de Puteaux）        | 泥地 | 沒有資料         | [ 3 ]         |
| 1904年聖路易斯奧運       | 弗朗西斯奧林匹克體育場               | 泥地 | 沒有資料         | [ 4 ] [ 5 ]   |
| 1908年倫敦奧運           | 全英草地網球和門球俱樂部沃普爾路場地 | 草地 | 沒有資料         | [ 6 ] [ 7 ]   |
| 1912年斯德哥爾摩奧運     | 埃斯特馬運動場                       | 泥地 | 沒有資料         | [ 8 ] [ 9 ]   |
| 1920年安特衛普奧運       | 貝爾肖特網球俱樂部                   | 草地 | 沒有資料         | [ 10 ]        |
| 1924年巴黎奧運           | 伊夫·杜·馬努瓦奧林匹克體育場         | 泥地 | 沒有資料         | [ 11 ]        |
| 1988年漢城奧運           | 奧林匹克公園網球中心                 | 硬地 | 15,000（主看台） | [ 12 ]        |
| 1992年巴塞隆拿奧運       | 希伯倫谷網球場                       | 泥地 | 8,000（主看台）  | [ 13 ]        |
| 1996年亞特蘭大奧運       | 石山網球中心                         | 硬地 | 12,000（主看台） | [ 14 ] [ 15 ] |
| 2000年雪梨奧運           | NSW網球中心                          | 硬地 | 10,000（主看台） | [ 16 ]        |
| 2004年雅典奧運           | 雅典奧林匹克網球中心                 | 硬地 | 8,600（主看台）  | [ 17 ]        |
| 2008年北京奧運           | 國家網球中心                         | 硬地 | 15,000（主看台） | [ 18 ]        |
| 2012年倫敦奧運           | 全英草地網球和門球俱樂部教堂路場地   | 草地 | 14,979（主看台） | [ 19 ]        |
| 2016年里約熱內盧奧運     | 奧林匹克網球中心                     | 硬地 | 10,000（主看台） | [ 20 ]        |
| 2020年東京奧運           | 有明網球森林公園                     | 硬地 | 10,000（主看台） |               |
| 2024年巴黎奧運           | 罗兰·加洛斯球场                      | 泥地 | 15,000（主看台） |               |
| 2028年夏季奥林匹克运动会 |                                      | 硬地 | 10,000（主看台） |               |

## 圖片

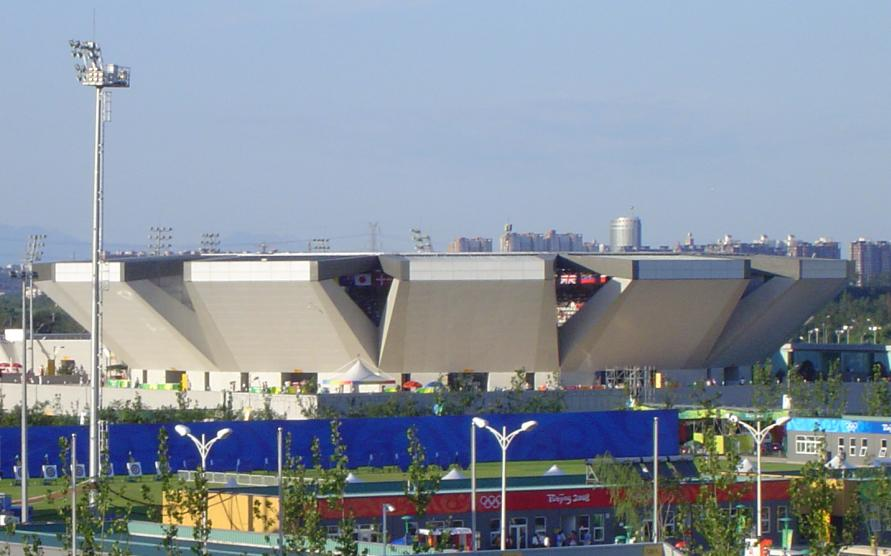
國家網球中心作為其主場館舉辦了2008年北京夏季奧運網球比賽的項目。
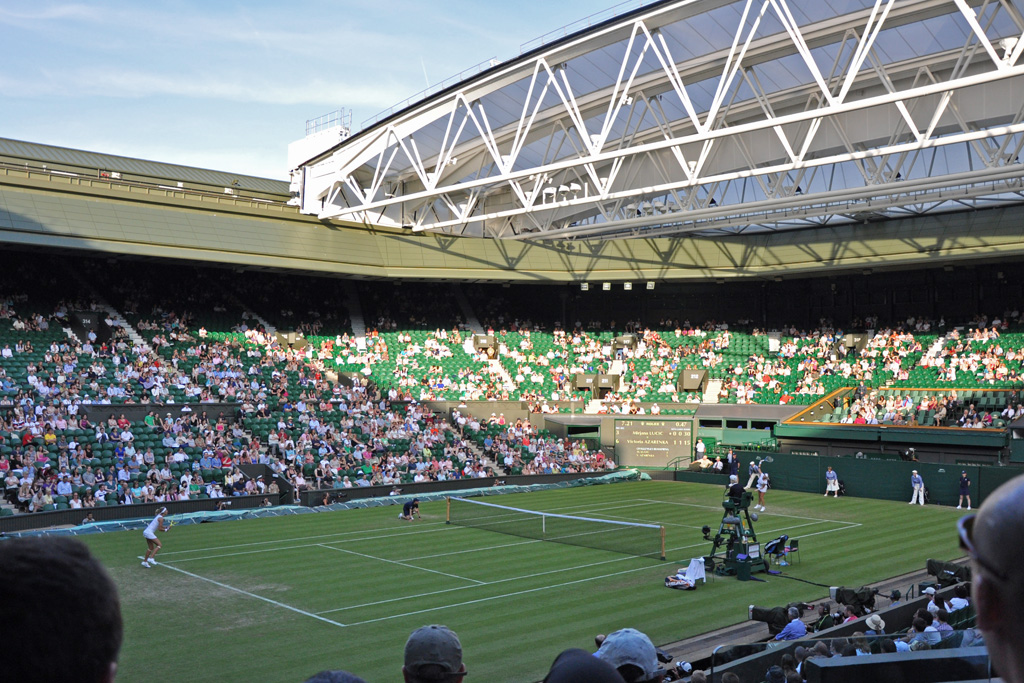
位處溫布頓的全英草地網球和門球俱樂部是2012年倫敦夏季奧運網球比賽的主場館。
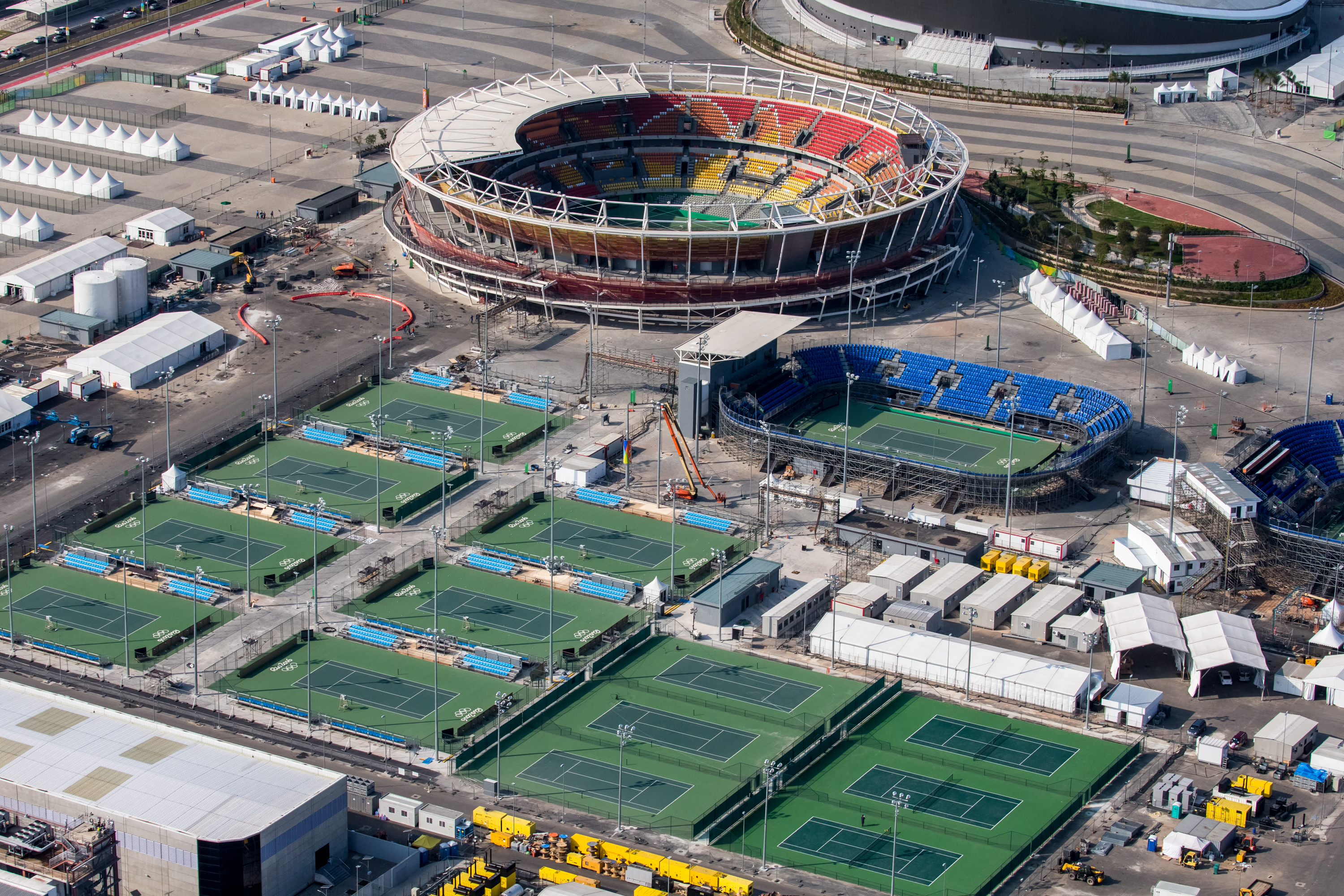
奧林匹克網球中心是2016年里約熱內盧夏季奧運網球比賽的主場館。
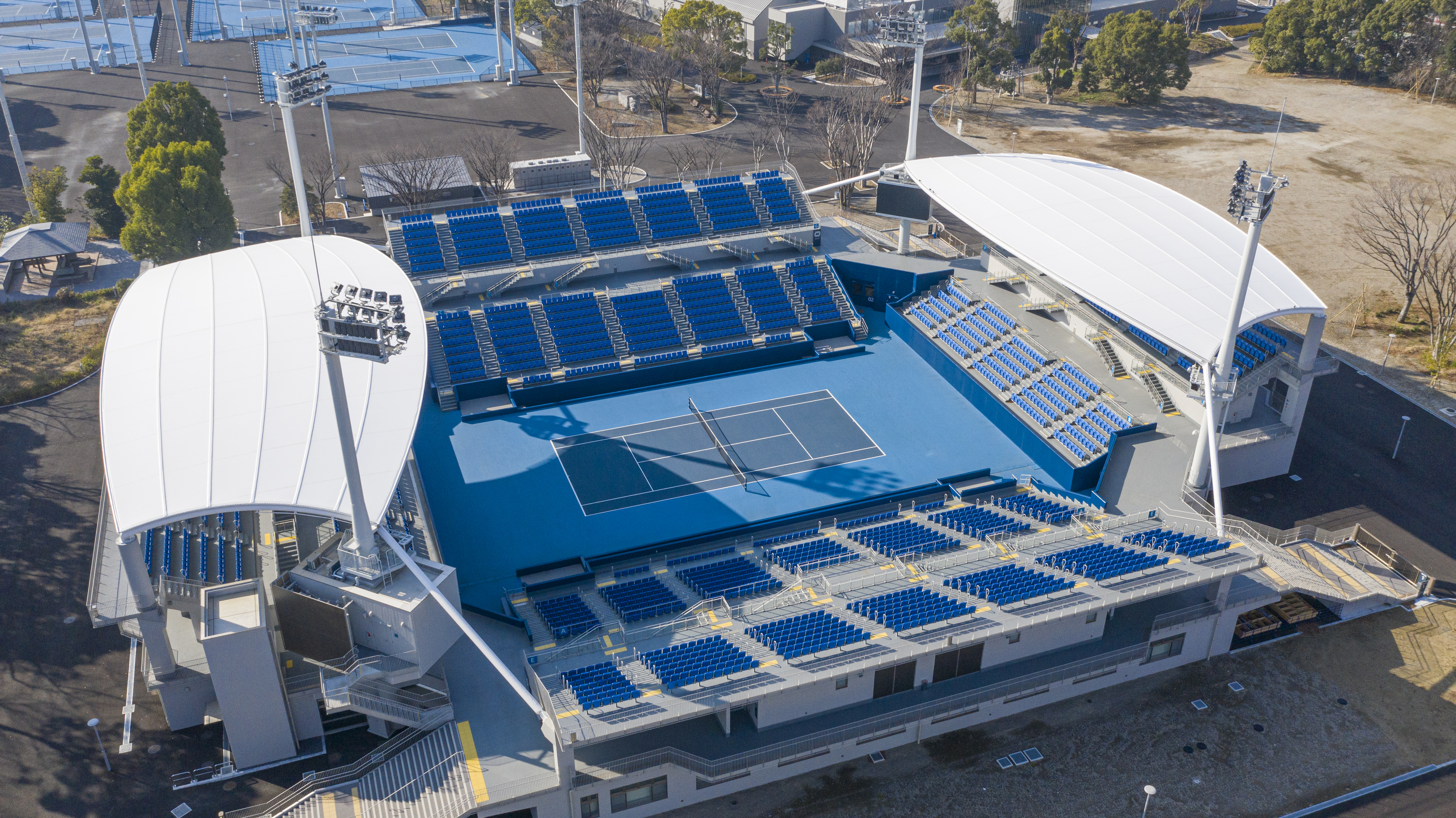
有明網球森林公園是2020年東京夏季奧運網球比賽的主場館。
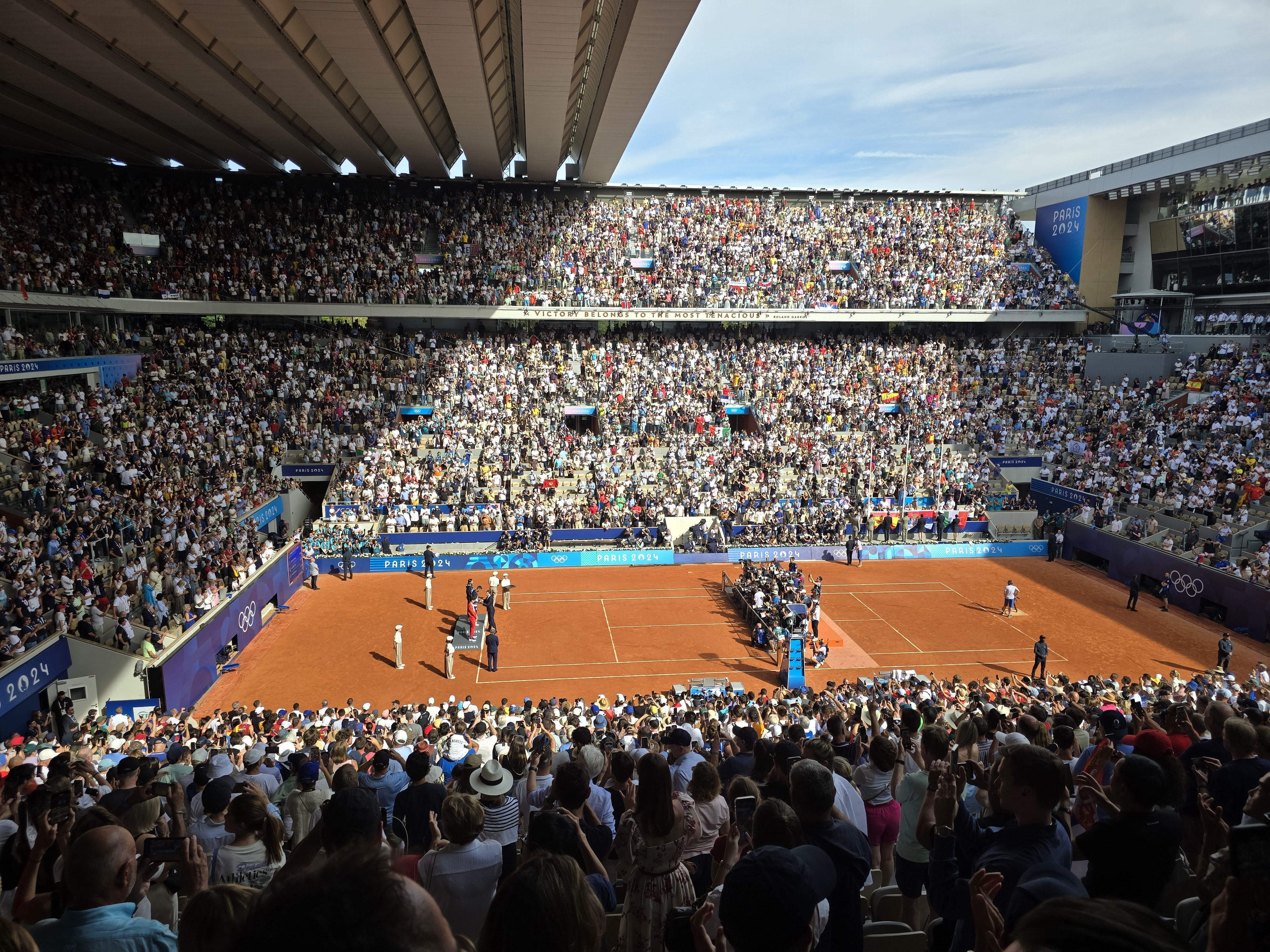
罗兰·加洛斯球场是2024年巴黎夏季奧運網球比賽的主場館。

## 備註
1. ↑  埃斯特馬運動場（英语：Östermalms IP）同時也是該年夏季奧運會馬術、劍擊、現代五項（劍擊部分）等另外三個項目的主場館。
2. ↑  伊夫·杜·馬努瓦奧林匹克體育場同時也是該年夏季奧運會田徑、自行車、馬術、體操、足球、橄欖球、現代五項（足球、劍擊部分）等另外七個項目的主場館。